# 권순욱 (뮤직 비디오 감독)
권순욱(1981년 12월 23일 ~ 2021년 9월 5일)은 대한민국의 뮤직 비디오 감독이었다. 2021년 5월에 복막암종 4기 판정을 받았고, 그 해 9월 5일 복막암 투병 끝에 세상을 떠났다.

## 학력
- 홍익대학교 영상디자인 학사
- 홍익대학교 대학원 영상애니메이션학 석사과정

## 경력
- 2005 ~ 2021 메타올로지 대표
- 창립이후 약14년간 총500여편의 광고, 뮤직비디오, 드라마 연출

## 데뷔
- 2005년 뮤직비디오 '팝핀현준 - 사자후'

## 뮤직비디오 연출작
- 보아 - WOMAN
- 폴킴 - 느낌
- 엠씨더맥스 - 처음처럼
- 백지영 - 우리가
- 레드벨벳 IRENE & SEULGI - Episode 1.2.3 Naughty, Uncover, Irene
- 데이브레이크 - 킥킥
- 유성은 - 도망가요
- god - Saturday Night
- 레드벨벳 - Be Natural[1]
- 마마무 - Piano Man[2]
- EXO902014 - 찬열(빛), 세훈(YO), 루한(마지막승부)
- 첸백시 - The One

- 루이까또즈x태티서 - Heterotopias[3]
- 로이킴 - 북두칠성
- 스텔라 - 세피로트의 나무
- 유성은 - 끌어안아줘
- 홍진영 - 엄지척
- 조정민 - 레디큐
- 보아 - Amor
- 보아 - Kiss My Lips[4]
- 보아 - Who Are You[5]
- 보아 - 온리 원(댄스, 드라마)[6]
- 보아 - The Shadow[7]
- 크레용팝 - 빠빠빠 2.0
- 길구봉구 - 뱅 (Bang)
- 백지영 - 새벽 가로수길
- 이지혜 - 아니 그거 말고[8]
- KCM - 엄마의 착각
- 길구봉구 - 막좋아
- 포커즈 - Don’t Touch
- 포커즈 - Two Of Us
- 전설 - SHADOW
- HIT-5 - Running
- HIT-5 - Paleni
- 정슬기 - 결국 제자리
- 김여희 - 하지마
- 소리 - Hero
- 걸스데이 - 잘해줘봐야[9]
- 보아 - Game

- 걸스데이 - 반짝반짝
- 블락비 - Wanna B
- 블락비 - 그대로 멈춰라
- 걸스데이 - 한번만 안아줘
- 걸스데이 - 너 한눈 팔지마
- SARA & Liujia - AIHEN
- SPY - I Love You
- SPY - Shadow of Dance
- Houxian - 신조
- SARA - Goodbye my Love
- 크리스피크런치 - Thumb up
- NEWFO - BOUNCE

- 걸스데이 - Oh my God
- 터치 - 같이 걷자[10]

- SARA - 아픔의 성, 날 사랑해
- XiangXiang - 싱글연인, 외로움속의 죽음
- SUBY - If you believe
- SORI - Duallife
- E-7 Don't let you go, U

- 보아 - 그런 너[11]
- HIT-5 - Shine on me
- 백아연 - a Good Boy
- 수호 - 장난아니야
- 보아 - Message
- 탑독 - 말로해
- 알파벳 - ABCITY[12]
- 탑독 - Cigarette

- 탑독 - 들어와[13]
- 터치 - 키미니
- 탑독 - 아라리오
- 알파벳 - 딴따라[14]
- RK - 10:10
- RK - You Are My Everything
- 탑독 - TOPDOG
- Venuscheung - Hommage

## 광고 연출작
- 카오스모바일 - 권나라 '회장님'편
- SK ENCAR '내차니즘'
- CJE&M DIATV '달려라치킨'
- CJE&M DIATV '1Million'
- KSF ICETEA(China) 'EXO'
- LouisQuatorze_TTS 'Heterotopias'[15]
- 에뛰드하우스 '매직인더쿠션'[16]
- 토니모리 '골드마스크'
- MNET '칠전팔기구해라'
- 이니스프리 'ECOICE'
- VIVIEN 'Freemotion'
- CJ E&M '뱀파이어검사' 시즌2[17]
- CJ E&M '신의퀴즈' 시즌2
- CJ E&M OCN 'HERO'
- Story On '이승연과 100인의 여자'
- OCN DRAMA 'TEN'[18]
- 피자마루 TVCF
- LG X-NOTE 'X300'
- TVN '신분을 숨겨라'
- 제18회 부천판타스틱국제영화제[19]

## 드라마 연출작
- MBC드라마넷 연애기다린보람 - 울산큰애기 [./Https://www.news1.kr/articles/%3F3798073%5B깨진+링크(과거+내용+찾기)%5D https://www.news1.kr/articles/?3798073]
- UHD드라마 봉순이 12부작 2016년 4월.  보관됨 2016-03-15 - 웨이백 머신 '봉순이' 떡실신 윤소희·난감한 규현, 첫 촬영부터 망가졌다.
- 미니드라마 '연애 기다린 보람' - 내사랑 울산큰애기 연출[20] 보라 주연 ‘울산큰애기 미니드라마’ 27~28일 MBC 드라마넷서 첫 방영

## 콘서트영상 연출작
- TVXQ! SPECIAL LIVE TOUR "T1ST0RY" (2014 ~ 2015)
- EXOPLANET #2 - The EXO'luXion - (2015 ~ 2016)
- 2015 BoA Special Live "NOWNESS" (2015)
- f(x) the 1st concert DIMENSION 4 – Docking Station (2016)
- EXOPLANET #2 - The EXO'luXion -  Epiolgue (2016)
- WEEKEND - TIFFANY (2016)
- EXOPLANET #3 - The EXO'rDIUM - (2016 ~ 2017)
- SHINee WORLD V (2016 ~ 2017)
- 보통의 날 (Coming Home) (2016)
- SHINee WORLD 2017 ~FIVE~ (2017)
- SMTOWN LIVE WORLD TOUR VI (2017 ~ 2018)
- EXOPLANET #4 - The EℓyXiOn - (2017 ~ 2018)
- TVXQ! CONCERT -CIRCLE- (2018 ~ 2019)
- EXO-CBX "MAGICAL CIRCUS" TOUR 2018 (2018 ~ 2019)  보관됨 2018-11-16 - 웨이백 머신
- 2018 SEVENTEEN CONCERT "IDEAL CUT" (2018)
- REDMARE (2018 ~ 2019)
- TAEMIN JAPAN 1st TOUR "SIRIUS" (2018)
- NCT DREAM TOUR "THE DREAM SHOW"
- Apink 5th Concert 2019 PINK COLLECTION : RED & WHITE
- La Rouge (2019)
- SMTOWN LIVE 2019 IN TOKYO